# The Sidewinder
The Sidewinder ist ein Jazz-Album von Lee Morgan, das am 21. Dezember 1963 aufgenommen und im folgenden Jahr auf Blue Note Records veröffentlicht wurde.

## Das Album
Das Album The Sidewinder zählt inzwischen zu den klassischen Aufnahmen des Soul-Jazz.
Besonders das Titelstück war eines der definitiven Stücke dieses Genres und wurde zu einem viel gespielten Jazzstandard. Neben den Soli ist dort Harris’ Begleitarbeit hervorzuheben, da er eine sehr durchdachte Stimmführung im Gegensatz zu den anderen Stücken des Albums benutzt und in der Begleitung ein sehr eindringlicher, tremoloartiger, langsamer, über die Harmonien leicht veränderter, tiefer Dauertriller auftaucht. Es erschien in den 1960er Jahren auch als Single-Auskopplung. Das Album war ein großer Erfolg für Blue Note und zählt heute zu den einflussreichsten Platten des Jazzlabels. Die weiteren Titel des Albums folgen stilistisch eher dem Hardbop. Mit den nachfolgenden Alben bei Blue Note versuchte Lee Morgan den Erfolg von „The Sidewinder“ zu wiederholen, was ihm jedoch nicht gelang.
Wichtigster Musiker war neben Morgan der damals 26-jährige Tenorsaxophonist Joe Henderson, der gerade erst aus Philadelphia nach New York zurückgekommen war. Alle Titel wurden von Lee Morgan geschrieben. Das Album wurde von Rudy Van Gelder aufgenommen; die Linernotes stammen von Leonard Feather.

## Die Titel
Alle Kompositionen stammen von Lee Morgan.
Seite 1
1. The Sidewinder – 10:21
2. Totem Pole – 10:11
Seite 2
3. Gary’s Notebook – 6:03
4. Boy, What a Night – 7:30
5. Hocus Pocus – 6:21
Bonustrack (CD)
6. Totem Pole (Alternate Take) – 9:57

## Rezeption
Die ausgekoppelte Single war 1964 in den Popcharts ein erfolgreicher „Überraschungshit“. „Mit dem kernigen Knaller“ brachte Morgan „den ohnehin schon vage in der Luft flottierenden Funk-Jazz endgültig auf den Weg“. Richard Cook und Brian Morton zeichnen in ihrem Penguin Guide to Jazz on CD das Album mit der Höchstnote von vier Sternen mit dem Zusatz der „Krone“ für ein außerordentliches Album aus.